# Lucas Auer
Lucas Auer (1994. szeptember 11. –) osztrák autóversenyző. A korábbi Formula–1-es pilóta, Gerhard Berger unokaöccse. A DTM-ben szerepel a Mercedes Winward Racing színeiben.

## Magánélete
- Anyja: Claudia Auer-Berger
- Apja: Eberhard Auer
- Nagybátyja: Gerhard Berger

## Pályafutása
2011 októberében megnyerte az JK Racing Ázsia sorozatot és ezután pedig tesztelt a Formula–3 Euroseriesben a spanyolországi Valenciában.
2012. augusztus 25-én a holland Van Amersfoort Racing bejelentette, hogy Auer csatlakozik hozzájuk a a Német Formula–3-as bajnokságba, ahol két győzelemmel és 298 ponttal az összetett 2. helyén végzett. Még ebben az évben ugyanennél a csapatnál vendégversenyzőként részt vehetett a Formula–3 Európa-bajnokság szezonzáróján.
2013-ra az olasz élcsapat, a Prema Powerteam szerződtette a teljes idényre, majd 2014-re átigazolt a Mücke Motorsport csapatához. Mindkét évadban a pontverseny 4. helyén zárt.
2015 januárjában a Német túraautó-bajnokságban (DTM) szereplő ART Grand Prix pilótája lett. Négy évig versenyzett a sorozatban, eközben pedig rajthoz állt több GT bajnokságban is.
2018 decemberében a Red Bull Junior Team bejelentette, hogy felvették az osztrák versenyzőt, ezzel együtt az is hivatalossá vált, hogy a 2019-ben a japán Super Formula bajnokságban fog indulni. A szezonban egy dobogós helyet gyűjtött és végül a 9. lett összesítésben. 2019. december 16-án menesztették a programból.
2020-ra visszatért a DTM-be a BMW-vel. A Lausitzringen augusztus 23-án győzni tudott, úgy hogy az utolsó körben előzte meg márkatársát, Timo Glockot. Október 11-én Zolderben a harmadik helyen végzett. Az összetett a 12. helyen zárta 51 szerzett ponttal.
A 2021-es évadra a bajnokság teljesen átalakult és a GT3-as éra első évére az újonc amerikai Team Winward szerződtette és nevezte egy Mercedes-AMG GT3-mal. 2021. szeptember 18-án a hollandiai Assenben első futamgyőzelmét aratta az évadban, pole-pozícióból. A futamon végig sikerült kivédekeznie Liam Lawson támadásait. A hockenheimringi első versenyen a 2. helyre kvalifikálta magát, ahol a rajt után Arjun Maini nekiütközött, ezáltal kiállni kényszerült. A második futamon szintén az első sorból kezdve megelőzte a bajnoki éllovas Kelvin van der Lindét, amivel második sikerét szerezte meg. Október 10-én az évad záróversenyén a start utáni ütközéseket kikerülve vette át a vezetést. Az utolsó körben félrehúzódott és elengedte márkatársát, Maximilian Götzöt, aki így megnyerte a bajnokságot. Az összetettben 5. lett úgy, hogy mindössze két futamon nem szerzett pontot.

## Eredményei

### Karrier összefoglaló
| Év   | Bajnokság                      | Csapat                                     | Verseny | Győzelem | Pole | Leggyorsabb kör | Dobogós helyezés | Pont  | Helyezés |
| ---- | ------------------------------ | ------------------------------------------ | ------- | -------- | ---- | --------------- | ---------------- | ----- | -------- |
| 2011 | JK Racing Ázsia Series         | EuroInternational                          | 18      | 7        | 6    | 9               | 17               | 292   | 1.       |
| 2012 | Toyota Racing Series           | Giles Motorsport                           | 15      | 0        | 2    | 0               | 2                | 589   | 6.       |
| 2012 | Német Formula–3-as bajnokság   | Van Amersfoort Racing                      | 27      | 2        | 2    | 4               | 11               | 298   | 2.       |
| 2012 | Formula–3 Európa-bajnokság     | Van Amersfoort Racing                      | 2       | 0        | 0    | 0               | 0                | 0     | HN‡      |
| 2013 | Toyota Racing Series           | Giles Motorsport                           | 15      | 2        | 3    | 4               | 6                | 797   | 3.       |
| 2013 | Formula–3 Európa-bajnokság     | Prema Powerteam                            | 30      | 1        | 0    | 2               | 8                | 277   | 4.       |
| 2014 | Formula–3 Európa-bajnokság     | kfzteile24 Mücke Motorsport                | 33      | 3        | 1    | 2               | 13               | 365   | 4.       |
| 2015 | DTM                            | ART Grand Prix                             | 18      | 0        | 1    | 0               | 0                | 18    | 23.      |
| 2016 | DTM                            | Mercedes-Benz DTM Team Mücke               | 18      | 1        | 2    | 0               | 2                | 68    | 12.      |
| 2017 | DTM                            | Mercedes-AMG Motorsport BWT                | 18      | 3        | 3    | 0               | 4                | 136   | 6.       |
| 2017 | ADAC GT Masters                | BWT Mücke Motorsport                       | 4       | 1        | 0    | 0               | 2                | 55    | 17.      |
| 2018 | DTM                            | Silberpfeil Energy Mercedes-AMG Motorsport | 20      | 0        | 3    | 2               | 4                | 121   | 7.       |
| 2018 | Blancpain GT Endurance kupa    | Strakka Racing                             | 1       | 0        | 0    | 0               | 0                | 4     | 42.      |
| 2018 | International GT Open          | Drivex School                              | 2       | 0        | 0    | 0               | 1                | 0     | HN‡      |
| 2018 | International GT Open – Pro-Am | Drivex School                              | 2       | 1        | 0    | 0               | 1                | 0     | HN‡      |
| 2019 | Super Formula                  | B-MAX Motopark                             | 7       | 0        | 0    | 1               | 1                | 14    | 9.       |
| 2019 | Toyota Racing Series           | M2 Competition                             | 15      | 1        | 3    | 1               | 7                | 270   | 3.       |
| 2020 | DTM                            | BMW Team RMR                               | 18      | 1        | 0    | 0               | 2                | 51    | 12.      |
| 2021 | DTM                            | Mercedes-AMG Team Winward                  | 16      | 2        | 1    | 1               | 4                | 152   | 5.       |
| 2021 | GT Európa Endurance-kupa       | AKKA ASP Team                              | 1       | 0        | 0    | 0               | 0                | 1     | 32.      |
| 2022 | DTM                            | Mercedes-AMG Team Winward                  | 16      | 2        | 2    | 1               | 4                | 153   | 2.       |
| 2022 | GT Európa Endurance-kupa       | Winward Racing                             | 5       | 0        | 0    | 0               | 0                | 0     | HN       |
| 2023 | DTM                            | Mercedes-AMG Team Winward                  | 16      | 0        | 0    | 1               | 2                | 111   | 9.       |
| 2023 | GT Európa Endurance-kupa       | Mercedes-AMG Team Al Manar                 | 1       | 0        | 0    | 0               | 0                | 3     | 25       |
| 2023 | GT Európa Endurance-kupa       | GetSpeed                                   | 1       | 0        | 0    | 0               | 0                | 3     | 25       |
| 2024 | DTM                            | Mercedes-AMG Team Winward                  | 16      | 0        | 0    | 0               | 1                | 116   | 10.      |
| 2024 | GT Európa Sprint-kupa          | Winward Racing Team Mann-Filter            | 10      | 3        | 1    | 1               | 8                | 116,5 | 1.       |
| 2024 | GT Európa Endurance-kupa       | Mercedes-AMG Team Mann-Filter              | 2       | 0        | 0    | 0               | 0                | 0     | HN       |

* A szezon jelenleg is zajlik.
‡ Mivel Auer vendégpilóta volt, ezért nem részesült pontokban.

### Teljes Formula–3 Európa-bajnokság eredménysorozata
(Táblázat értelmezése)

(Félkövér: pole-pozícióból indult; dőlt: leggyorsabb kört futott) 

| Év   | Csapat                      | Motor      | 1       | 2        | 3       | 4       | 5       | 6       | 7       | 8       | 9        | 10      | 11      | 12      | 13       | 14       | 15       | 16       | 17       | 18      | 19      | 20       | 21       | 22       | 23       | 24      | 25      | 26      | 27       | 28       | 29      | 30      | 31      | 32      | 33      | Helyezés | Pont |
| ---- | --------------------------- | ---------- | ------- | -------- | ------- | ------- | ------- | ------- | ------- | ------- | -------- | ------- | ------- | ------- | -------- | -------- | -------- | -------- | -------- | ------- | ------- | -------- | -------- | -------- | -------- | ------- | ------- | ------- | -------- | -------- | ------- | ------- | ------- | ------- | ------- | -------- | ---- |
| 2012 | Van Amersfoort Racing       | Volkswagen | HOC 1   | HOC 2    | PAU 1   | PAU 2   | BRH 1   | BRH 2   | RBR 1   | RBR 2   | NOR 1    | NOR 2   | SPA 1   | SPA 2   | NÜR 1    | NÜR 2    | ZAN 1    | ZAN 2    | VAL 1    | VAL 2   | HOC 1 7 | HOC 2 Ki |          |          |          |         |         |         |          |          |         |         |         |         |         | HN‡      | 0‡   |
| 2013 | Prema Powerteam             | Mercedes   | MNZ 1 2 | MNZ 2 Ki | MNZ 3 4 | SIL 1 4 | SIL 2 3 | SIL 3 7 | HOC 1 7 | HOC 2 4 | HOC 3 12 | BRH 1 3 | BRH 2 3 | BRH 3 1 | RBR 1 10 | RBR 2 4  | RBR 3    | NOR 1 13 | NOR 2 13 | NOR 3 6 | NÜR 1 5 | NÜR 2 5  | NÜR 3 2  | ZAN 1 7  | ZAN 2 12 | ZAN 3 7 | VAL 1 7 | VAL 2 5 | VAL 3 Ki | HOC 1 26 | HOC 2 3 | HOC 3   |         |         |         | 4.       | 277  |
| 2014 | kfzteile24 Mücke Motorsport | Mercedes   | SIL 1 5 | SIL 2 12 | SIL 3 8 | HOC 1   | HOC 2 4 | HOC 3 4 | PAU 1 2 | PAU 2 7 | PAU 3 6  | HUN 1 4 | HUN 2 3 | HUN 3   | SPA 1 2  | SPA 2 Ki | SPA 3 21 | NOR 1 3  | NOR 2 3  | NOR 3 8 | MSC 1 5 | MSC 2 4  | MSC 3 Ki | RBR 1 10 | RBR 2 3  | RBR 3   | NÜR 1 7 | NÜR 2 5 | NÜR 3 1  | IMO 1 6  | IMO 2 5 | IMO 3 8 | HOC 1 2 | HOC 2 3 | HOC 3 1 | 4.       | 365  |

† A versenyt nem fejezte be, de helyezését értékelték, mert a versenytáv több, mint 75%-át teljesítette.
‡ Mivel Auer vendégpilóta volt, ezért nem részesült pontokban.

### Teljes DTM eredménylistája
(Táblázat értelmezése)

(Félkövér: pole-pozícióból indult; dőlt: leggyorsabb kört futott) 

| Év   | Csapat                                     | 1         | 2         | 3        | 4        | 5        | 6         | 7        | 8        | 9        | 10       | 11       | 12       | 13       | 14       | 15       | 16        | 17       | 18       | 19       | 20        | Helyezés | Pont |
| ---- | ------------------------------------------ | --------- | --------- | -------- | -------- | -------- | --------- | -------- | -------- | -------- | -------- | -------- | -------- | -------- | -------- | -------- | --------- | -------- | -------- | -------- | --------- | -------- | ---- |
| 2015 | ART Grand Prix                             | HOC 1 Ki  | HOC 2 Ni  | LAU 1 21 | LAU 2 Ki | NOR 1 15 | NOR 2 9   | ZAN 1 17 | ZAN 2 20 | SPL 1 21 | SPL 2 6  | MSC 1 13 | MSC 2 19 | OSC 1 15 | OSC 2 17 | NÜR 1 6  | NÜR 2 19  | HOC 1 16 | HOC 2 19 |          |           | 23.      | 18   |
| 2016 | Mercedes-Benz DTM Team Mücke               | HOC 1 17† | HOC 2 15† | SPL 1 21 | SPL 2 16 | LAU 1 7  | LAU 2 1   | NOR 1 13 | NOR 2 5  | ZAN 1 12 | ZAN 2 9  | MSC 1 18 | MSC 2 10 | NÜR 1 7  | NÜR 2    | HUN 1 15 | HUN 2 15  | HOC 1 18 | HOC 2 16 |          |           | 12.      | 68   |
| 2017 | Mercedes-AMG Motorsport BWT                | HOC 1     | HOC 2 4   | LAU 1    | LAU 2 10 | HUN 1 12 | HUN 2 Ki  | NOR 1 Ki | NOR 2    | MSC 1 6  | MSC 2 8  | ZAN 1 15 | ZAN 2 14 | NÜR 1    | NÜR 2 13 | SPL 1 8  | SPL 2 Ki  | HOC 1 8  | HOC 2 10 |          |           | 6.       | 136  |
| 2018 | Silberpfeil Energy Mercedes-AMG Motorsport | HOC 1 2   | HOC 2 15  | LAU 1 4  | LAU 2 14 | HUN 1 2  | HUN 2 Kiz | NOR 1 7  | NOR 2 5  | ZAN 1 3  | ZAN 2 9  | BRH 1 3  | BRH 2 8  | MIS 1 Ki | MIS 2 Ki | NÜR 1 11 | NÜR 2 18† | SPL 1 6  | SPL 2 Ki | HOC 1 Ki | HOC 2 Kiz | 7.       | 121  |
| 2020 | BMW Team RMR                               | SPA 1 7   | SPA 2 8   | LAU 1 12 | LAU 2 14 | LAU 1 12 | LAU 2 1   | ASS 1 11 | ASS 2 10 | NÜR 1 12 | NÜR 2 11 | NÜR 1 12 | NÜR 2 13 | ZOL 1 12 | ZOL 2 3  | ZOL 1 11 | ZOL 2 Ki  | HOC 1 12 | HOC 2 16 |          |           | 12.      | 51   |
| 2021 | Mercedes-AMG Team Winward                  | MNZ 1 12  | MNZ 2 3   | LAU 1 6  | LAU 2 9  | ZOL 1 9  | ZOL 2 5   | NÜR 1 11 | NÜR 2 6  | RBR 1 8  | RBR 2 5  | ASS 1 10 | ASS 2 1  | HOC 2 Ki | HOC 2 1  | NOR 1 6  | NOR 2     |          |          |          |           | 5.       | 152  |
| 2022 | Mercedes-AMG Team Winward                  | ALG 1     | ALG 2 22  | LAU 1 3  | LAU 2 8  | IMO 1 Ki | IMO 2 4   | NOR 1 Ki | NOR 2 13 | NÜR 1 5  | NÜR 2 3  | SPA 1 Ki | SPA 2 4  | RBR 1 4  | RBR 2 6  | HOC 1    | HOC 2 7   |          |          |          |           | 2.       | 153  |
| 2023 | Mercedes-AMG Team Winward                  | OSC 1 16  | OSC 2 10  | ZAN 1 6  | ZAN 2 Ki | NOR 1 4  | NOR 2 11  | NÜR 1 2  | NÜR 2 3  | LAU 1 4  | LAU 2 6  | SAC 1 Ki | SAC 2 15 | RBR 1 15 | RBR 2 11 | HOC 1 15 | HOC 2 8   |          |          |          |           | 9.       | 111  |
| 2024 | Mercedes-AMG Team Winward                  | OSC 2 6   | OSC 2 11  | LAU 1 4  | LAU 2 10 | ZAN 1 5  | ZAN 2 Ki  | NOR 1 Ki | NOR 2 10 | NÜR 1 4  | NÜR 2 12 | SAC 1 12 | SAC 2 12 | RBR 1 7  | RBR 2 Ki | HOC 1 2  | HOC 2 8   |          |          |          |           | 10.      | 116  |

† A versenyt nem fejezte be, de helyezését értékelték, mert a versenytáv több, mint 75%-át teljesítette.

### Teljes Super Formula eredménylistája
(Táblázat értelmezése)

(Félkövér: pole-pozícióból indult; dőlt: leggyorsabb kört futott) 

| Év   | Csapat         | 1     | 2      | 3     | 4      | 5     | 6     | 7      | Helyezés | Pont |
| ---- | -------------- | ----- | ------ | ----- | ------ | ----- | ----- | ------ | -------- | ---- |
| 2019 | B-MAX Motopark | SUZ 7 | AUT 11 | SUG 3 | FUJ Ki | MOT 7 | OKA 5 | SUZ 11 | 9.       | 14   |

### Közösségi oldalai
- Lucas Auer hivatalos Facebook közösségi weboldala
- Lucas Auer hivatalos Twitter közösségi weboldala
- Lucas Auer hivatalos Instagram közösségi weboldala
- Lucas Auer hivatalos YouTube csatornája